# 780.
780. je deveto desetletje v 8. stoletju med letoma 780 in 789. 